# Індокитайські війни
Індокита́йські ві́йни (в'єт. Chiến tranh Đông Dương, англ. Indochina Wars, фр. Guerres d'Indochine) — серія збройних конфліктів, що відбувалися в Індокитаї (Південно-Східній Азії) протягом 1940—1980-х років. Зазвичай виділяють Першу, Другу та Третю війни, причому рамки останньої різні дослідники визначають по-різному.

## Перша індокитайська війна
Перша індокитайська війна велася Францією за збереження своїх індокитайських колоній. Вона почалася в 1945 (повернення французьких військ в регіон і перші озброєні зіткнення) або 1946 (початок повномасштабної війни у В'єтнамі) року. Завершилася в 1954 році підписанням Женевських угод. Основні події війни відбувалися на території В'єтнаму. Також бойові дії велися на території Камбоджі і Лаосу, проте тут вони не зробили значного впливу на хід війни. У всіх випадках Франція за підтримки місцевих союзників (а з 1950 року і за підтримки США) вела боротьбу проти місцевих комуністичних повстанців, що билися за незалежність своїх країн.

## Друга індокитайська війна
У рамках Другої індокитайської війни відбулося три збройних конфлікти: В'єтнамська війна, громадянська війна в Лаосі і громадянська війна в Камбоджі. Дві останні мали свої внутрішні причини, проте поступово вони виявилися в тій або іншій мірі пов'язані з бойовими діями у В'єтнамі. Війна почалася наприкінці 1950-х років (початок бойових дій в Південному В'єтнамі і Лаосі) і завершилася в 1975 році (закінчення бойових дій в Південному В'єтнамі і Камбоджі). Суттю війни була боротьба місцевих урядів Південного В'єтнаму, Лаосу і Камбоджі (за підтримки США) проти місцевих комуністичних повстанців, підтримуваних Північним В'єтнамом. Це було обумовлено діями основних противників в цьому конфлікті. Керівництво США виходило з так званої «доктрини доміно», згідно з якою, перемога комуністів в одній з держав регіону неминуче вела до їхньої перемоги в інших країнах. Північний В'єтнам використовував територію Лаосу і Камбоджі для перекидання своїх військ на південь, а також безпосередньо брав участь у місцевих громадянських війнах.

## Третя індокитайська війна
Третя індокитайська війна виділяється не всіма авторами. Серед тих, хто використовує цю назву, немає єдності відносно її хронологічних рамок і вмісту.
Найчастіше до неї включають прикордонні конфлікти між В'єтнамом і Камбоджею (1975—1978), в'єтнамська окупація Камбоджі (1979—1989) і китайсько-в'єтнамська війна (1979). Іноді мова йде тільки про останні дві війни, що почалися 1979 року.
Американський військовий історик Філіп Девідсон вважав, що Друга Індокитайська війна завершилася в 1973 році підписанням Паризької угоди про припинення вогню. Третя війна, по його словам, почалася як результат порушення Північним В'єтнамом цієї угоди і завершилася в 1975 році[джерело?].